# Mikrobielle Forensik
Mikrobielle Forensik ist ein Fachgebiet der Forensik, das sich auf die Analyse mikrobieller Gemeinschaften konzentriert, um kriminalistische Fragen zu beantworten. Sie nutzt Methoden wie DNA-Sequenzierung, um mikrobielle Spuren an Tatorten oder auf Beweismitteln zu identifizieren. Dies kann bei der Bestimmung des Todeszeitpunktes, der Herkunft von biologischen Materialien oder der Rekonstruktion von Ereignissen helfen.

## Bestimmung des Todeszeitpunktes mit Hilfe von Mikroben an Leichen
Die Bestimmung des Todeszeitpunktes durch mikrobielle Analyse an Leichen beruht auf der detaillierten Beobachtung der mikrobiellen Zersetzung. Nach dem Tod bildet sich eine spezifische mikrobielle Gemeinschaft auf und in der Leiche, deren Zusammensetzung sich im Laufe der Zeit vorhersehbar verändert. Diese Veränderungen in der mikrobiellen Gemeinschaft spiegeln die verschiedenen Zersetzungsstadien wider, beginnend mit der autolytischen Phase, in der körpereigene Enzyme das Gewebe abbauen, bis hin zu späteren Phasen, die von verschiedenen Bakterien und Pilzen dominiert werden.
Fortschrittliche Techniken wie Metagenomik und Metabolomik erlauben es Wissenschaftlern, die DNA und chemischen Verbindungen der Mikroorganismen zu analysieren. Durch den Vergleich dieser Daten mit bekannten Mustern der mikrobiellen Sukzession können Forscher den Zeitraum seit dem Tod abschätzen.

## Aufklärung biologischer Bedrohungen
Die mikrobielle Forensik ermöglicht die Aufklärung biologischer Bedrohungen. Sie ermöglicht die Identifizierung und genetische Typisierung von Mikroorganismen, die bei bioterroristischen Angriffen oder ungewöhnlichen Krankheitsausbrüchen auftreten. Durch die Analyse von Proben aus betroffenen Gebieten können Forscher feststellen, ob ein Krankheitsausbruch natürlichen Ursprungs ist oder absichtlich herbeigeführt wurde. Diese Techniken unterstützen die biologische Sicherheit und tragen zur schnellen Identifizierung von Bedrohungen bei. 